# Witalij Starowik
Witalij Wiktorowycz Starowik, ukr. Віталій Вікторович Старовік (ur. 3 września 1978 w Łutuhyne, w obwodzie ługańskim) – ukraiński piłkarz, grający na pozycji pomocnika, trener piłkarski.

## Kariera piłkarska

### Kariera klubowa
Wychowanek klubu Zoria Ługańsk. 25 lipca 1995 rozpoczął karierę piłkarską w Zorii Ługańsk. W 1997 został zaproszony do Dynama Kijów, jednak grał jedynie w trzeciej drużynie i po roku odszedł do FK Czerkasy. Potem występował w niższoligowych klubach Polissia Żytomierz, Awanhard Roweńki i Szachtar Ługańsk. Na początku 2001 został piłkarzem Karpat Lwów, ale po roku wyjechał za granicę, gdzie potem bronił barw mołdawskich Happy End Camenca (w I połowie 2002) i Nistru Otaci (od lata 2002 do 2004), rosyjskiego Dinama Machaczkała (w I połowie 2005), białoruskiego Tarpieda Żodzino (w II połowie 2005), rosyjskiego Maszuk-KMW Piatigorsk (w I połowie 2006), mołdawskiej Iscra-Stali Rybnica (w II połowie 2006). Na początku 2007 wrócił do Ukrainy, gdzie zasilił skład klubu Krymtepłycia Mołodiżne. W lipcu 2008 został piłkarzem zespołu Dnister Owidiopol. Po roku wrócił do krymskiej drużyny. Na początku 2012/ przeszedł do Reału Farma Jużne, w którym zakończył karierę piłkarza latem 2013.

## Kariera trenerska
Po zakończeniu kariery piłkarza rozpoczął pracę szkoleniową. W latach 2014–2016 pracował z dziećmi w Szkole Sportowej Rezerw Olimpijskich Czornomoreć Odessa. Od marca do września 2017 prowadził zespół Krymtepłycia Mołodiżne. 10 sierpnia 2018 został zaproszony do sztabu szkoleniowego Czornomorca Odessa, gdzie szkolił drużynę młodzieżową U-21.